# Pasivnost metala
Pasivnost metala ili pasivizacija je stanje u koje neki neplemeniti metali (na primjer krom, željezo, nikal, kobalt, volfram, molibden, aluminij) mogu privremeno prijeći, pri čem postaju korozijski (kemijski) otporni poput plemenitih metala (platina, zlato, srebro). Tako na primjer komad željeza, pošto je kratko vrijeme bio uronjen u koncentriranu dušičnu kiselinu, postaje netopljiv u sumpornoj kiselini, a iz otopine srebrne soli ne izlučuje metalno srebro, pa željezo tako postaje plemenitije od srebra. Prijelaz iz aktivnoga u pasivno stanje može se, osim pogodnim oksidirajućim sredstvima, postići i anodnom polarizacijom, to jest tako da metal bude anoda u elektrolitskoj ćeliji.
Metali koji se lako pasiviraju u otopini ili djelovanjem kisika iz zraka nazivaju se samopasivirajućim metalima (na primjer krom, aluminij, titanij). Metali koji se teže pasiviraju mogu se legiranjem s lako pasivirajućim metalom pretvoriti u lako pasivirajuću slitinu (na primjer nehrđajući čelici koji se dobiju legiranjem čelika, na primjer kromom). Pasivnost metala traje ograničeno vrijeme, a zagrijavanjem u solnoj kiselini, katodnom polarizacijom i tako dalje ubrzava se povratak metala iz pasivnoga u aktivno stanje. Smatra se da se pasivnost metala zasniva na nastanku zaštitnoga sloja, na primjer oksida, na metalnoj površini.

## Anodna zaštita
Anodna polarizacija ili dodir s plemenitijim metalom može osnovni metal prevesti u pasivno stanje. Održavanjem pasivnog sloja osnovni je metal zaštićen od daljnjeg razvoja korozijskog procesa. Tako na primjer čelik se može zaštititi u otopinama sumporne kiseline.

## Vanjske poveznice
|  | Zajednički poslužitelj ima još gradiva o temi Pasivnost metala |